# 九龍 (みちのくプロレス)
九龍（クーロン）は、日本のプロレス団体「みちのくプロレス」で結成されたヒールユニット。

## 経歴
- 2007年6月、卍丸、Ken45°、バラモン・シュウ、バラモン・ケイが結成。
- 12月、フジタ"Jr"ハヤトが加入。
- 2008年7月、南野タケシが加入。
- 2009年9月、ラッセが加入。
- 2010年1月、野橋真実が加入と同時にリングネームを野橋太郎に改名。
- 5月、ウルティモ・ドラゴンが加入。
- 10月、Ken45°が脱退。
- 11月、日向寺塁が加入。
- 2012年1月、内部亀裂が原因で解散。

## メンバー
- ウルティモ・ドラゴン（ボス）
- フジタ"Jr"ハヤト（リーダー）
- 南野タケシ
- 卍丸
- ラッセ
- 野橋太郎
- バラモン・シュウ
- バラモン・ケイ
- 日向寺塁

## 元メンバー
- Ken45゜